# Muristan
Il Muristan (in ebraico םוריסטן, dal persiano بیمارستان, bimaristan, 'ospedale', o تيمارِسْتان, timaristan, 'manicomio') è una grande area quadrata di strade, piazze, negozi e laboratori di artigianato nel quartiere cristiano della Città Vecchia di Gerusalemme.

## Leggenda cristiana
L'area, situata appena a sud della Basilica del Santo Sepolcro, ha una lunga tradizione che risale ai tempi di Giuda Maccabeo (II secolo a.C.) basata sugli avvenimenti riportati nel Secondo libro dei Maccabei. Secondo la leggenda, il re Antioco IV si era recato a Gerusalemme per punire il sommo sacerdote per aver saccheggiato la tomba di Davide. Mentre si trovava sul Golgota, il re sarebbe stato indotto da una visione divina a perdonare il Sommo Sacerdote e a costruire un ospedale per la cura dei malati e dei poveri. Nel 1496 Guillaume Caoursin, vicecancelliere degli Ospitalieri di San Giovanni di Gerusalemme, scriveva che Giuda Maccabeo e Giovanni Ircano I avevano fondato l'ospedale in quel luogo.

## Storia

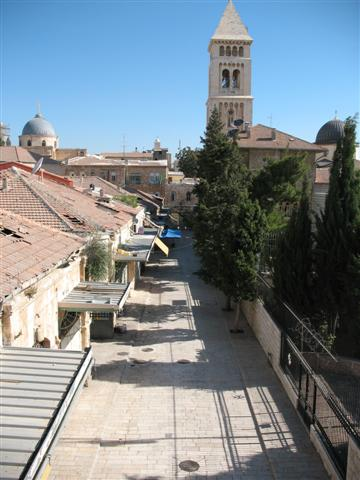
Una strada del Muristan: sulla destra la chiesa del Redentore, sulla sinistra la basilica del Santo Sepolcro.

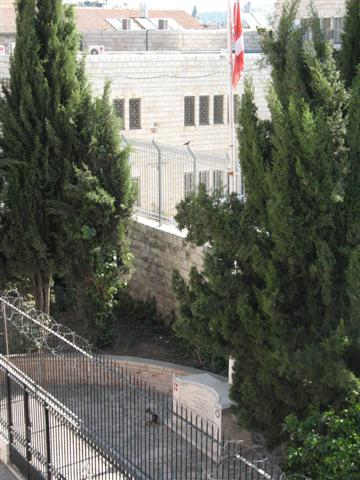
Il monumento e la bandiera in memoria dell’Ordine Ospedaliero, nel Muristan.

### Epoca medievale
Nel periodo bizantino antico, l'area rappresentava il “Foro Romano” di Aelia Capitolina.
La prima menzione storica del Muristan si ha nel 600 d.C., quando un certo abate Probo venne incaricato da papa Gregorio Magno di costruire un ospedale a Gerusalemme per accogliere e curare i pellegrini che si recavano in Terra Santa. Questo ospizio venne probabilmente distrutto circa quattordici anni dopo, quando Gerusalemme cadde in mano all'esercito persiano. Gli abitanti cristiani vennero massacrati e le loro chiese e monasteri distrutti (fu il periodo della Rivolta ebraica contro Eraclio). L'edificio fu probabilmente ricostruito dopo che Gerusalemme cadde ancora sotto il controllo bizantino nel 629.
Il dominio arabo dopo il 637 permise libertà di culto e probabilmente venne concesso che l'ospizio continuasse a servire al suo scopo originario.
Sotto il califfato di Hārūn ar-Rashīd, nell'800 Carlo Magno, imperatore del Sacro Romano Impero, fece ingrandire l'ostello e vi aggiunse una biblioteca. Bernardo il Monaco, che scrisse un resoconto della sua visita a Gerusalemme nell'870, menziona un ospedale benedettino vicino alla basilica del Santo Sepolcro. Nel 993 il marchese Ugo II di Toscana e sua moglie Giuditta dotarono l'ospedale di considerevoli proprietà in Italia.
Nel 1005, il califfo Al-Hakim distrusse l'ostello e un gran numero di altri edifici in Gerusalemme. Nel 1023 alcuni mercanti di Amalfi e Salerno ottennero il permesso dal califfo fatimida Ali az-Zahir di ricostruire l'ospizio, il monastero e una cappella. L'ospizio, che venne edificato nel sito del monastero di San Giovanni Battista accoglieva i pellegrini cristiani che visitavano i luoghi santi. A oriente dell'ospedale, separato da un vicolo, venne costruito anche un nuovo ospedale per le donne. Entrambi gli ospedali rimanevano sotto il controllo dell'abate benedettino.
Nel 1078 Gerusalemme cadde sotto il dominio dei Turchi Selgiuchidi, che abusarono ripetutamente della popolazione cristiana, costrinsero i pellegrini a pagare pesanti tasse per visitare i luoghi santi e persino rapirono il patriarca della città. Nonostante questa persecuzione, però, l'ospedale benedettino continuò la sua attività. L'arcivescovo Giovanni di Amalfi ricorda che durante il suo pellegrinaggio a Gerusalemme nel 1082 visitò l'ospedale. Verso la fine dell'occupazione turca (intorno al 1099), l'ospedale per le donne era gestito da una nobildonna romana di nome Agnese, mentre l'ospedale per gli uomini era sotto la direzione di un monaco conosciuto come fratello Gerardo (Gerardo Sasso, o anche Gerard Thom, Tum, Tenque, Tonque, etc., quello che sarebbe poi venerato come il fondatore dei Cavalieri Ospitalieri). Durante la prima crociata, mentre Gerusalemme era assediata, il governatore turco fece imprigionare fratello Gerardo. Quando Gerusalemme si arrese a Goffredo di Buglione, questi liberò fratello Gerardo, che poté così assumere nuovamente la guida dell'ospedale per gli uomini, e gli concesse nuovi aiuti economici. Gerardo fece la scelta di ospitare tutti i pazienti bisognosi - cristiani, musulmani ed ebrei - senza badare alla religione. Mentre l'ospedale per le donne rimase sotto il controllo dei Benedettini, fratello Gerardo ruppe con l'ordine, adottò la Regola agostiniana e organizzò i Fratres Hospitalarii in un ordine religioso autonomo, sotto la protezione di san Giovanni Battista. I membri di quest'ordine divennero così perciò famosi come “Cavalieri di San Giovanni” o “Ospedalieri”.

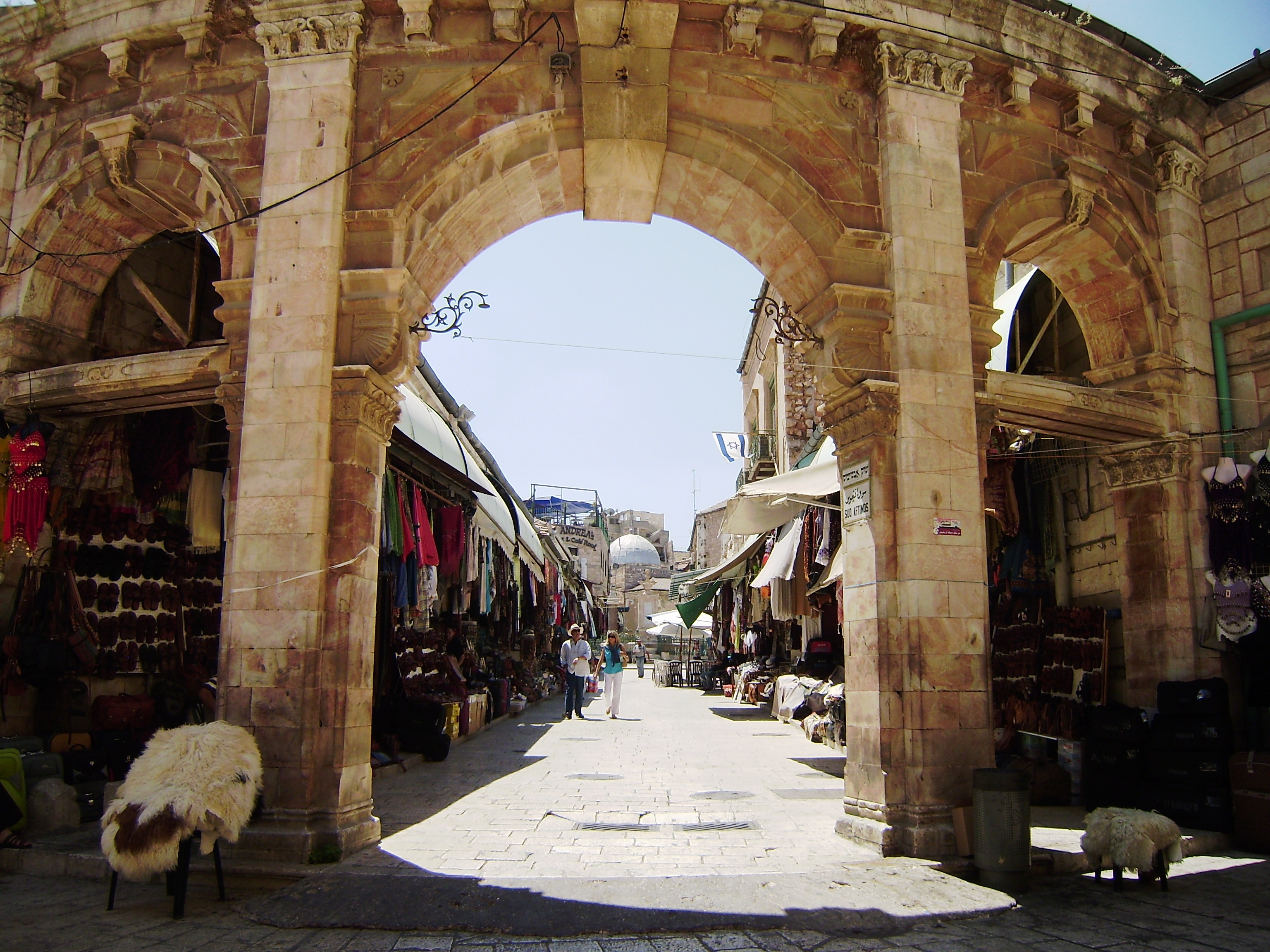
La porta di ingresso nel mercato di Afthimos, nel Muristan.

La costituzione formale dei Cavalieri Ospedalieri sotto fratello Gerardo venne confermata da una bolla di papa Pasquale II nel 1113. Gerardo acquistò territori e rendite per il suo ordine in tutto il Regno di Gerusalemme e anche oltre. Il suo successore, Raymond du Puy de Provence, ampliò significativamente l'infermeria. La più antica descrizione del Muristan al tempo dei Cavalieri Ospedalieri ci è stata lasciato dal pellegrino tedesco Giovanni di Würzburg, che visitò Gerusalemme intorno all'anno 1160:
(Description of the Holy Land by John of Wurzburg, London, Palestine Pilgrims’ Text Society, 1896, vol. 5, pag.44. In: E.E. Hume, Medical work of the Knights Hospitallers of Saint John of Jerusalem, Baltimore, Johns Hopkins Press, 1940, pag. 8.14-18)
Dopo l'assedio di Gerusalemme del 1187 tutti i cristiani vennero cacciati dalla città per ordine del sultano Saladino. A dieci Ospedalieri venne concesso di rimanere in città per prendersi cura dei feriti fin quando questi fossero stati in grado di lavorare. Saladino convertì il palazzo del Patriarca di Gerusalemme nella moschea di Omar (che non deve essere confusa con la Cupola della Roccia), tuttora esistente. Un nipote di Saladino, nel 1216 istituì un manicomio in quella che era stata la chiesa del monastero, e proprio in quel periodo si cominciò a chiamare l'area Muristan (in lingua persiana, visto che Saladino e i suoi uomini provenivano dal Kurdistan). Le strutture dell'ospedale continuarono ad essere impiegate per la cura dei malati e dei feriti.
Nel terremoto del 1457 la struttura crollò e rimase in rovina fino al XIX secolo, in piena epoca ottomana. Parti di essa vennero usate come scuderie in epoca medioevale, e scavi archeologici hanno riportato alla luce ossa di cavalli e cammelli, oltre a una grande quantità di pezzi di metallo usati per la ferratura. Nel 2013 l'Autorità Israeliana per le Antichità ha curato una campagna di scavi che ha restituito alla fruizione collettiva un complesso di grandi sale e stanze più piccole, appartenenti all'antico ospedale crociato.

### Epoca moderna e contemporanea

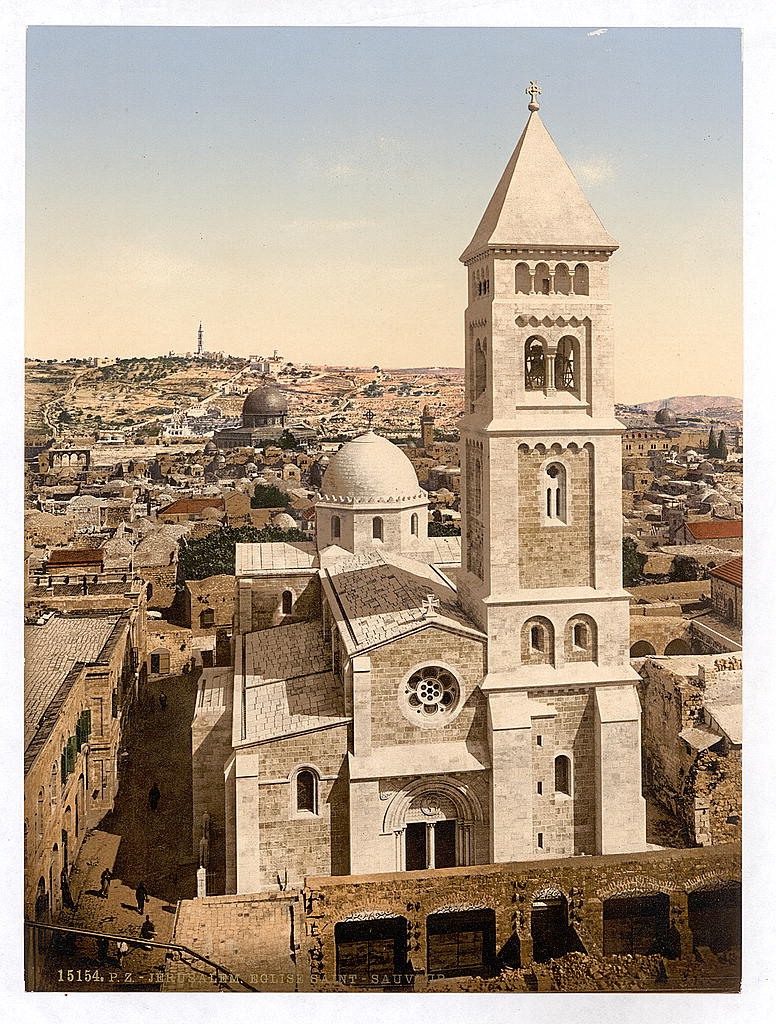
La chiesa del Redentore nel 1900.

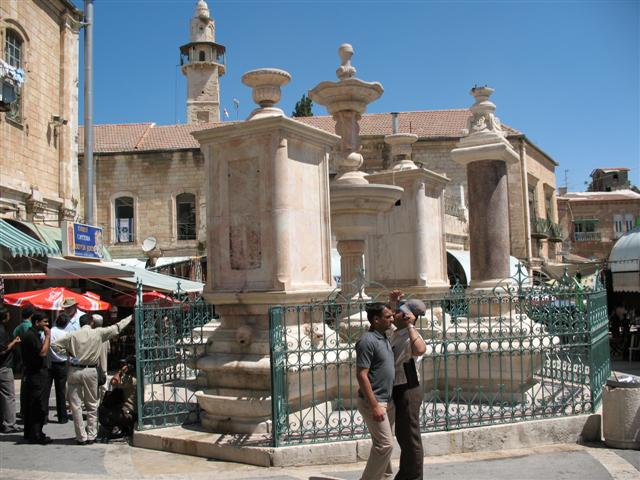
La fontana nel Muristan.

Nel 1869 il sultano ottomano Abdul Aziz cedette la parte orientale dell'area, confinante con i mercati del quartiere musulmano, al principe Federico Guglielmo di Prussia, durante una sua visita a Gerusalemme. Il sovrano prussiano vantava anche il titolo di Gran Maestro dell'Ordine (Joanniterorden): fece aprire una strada che venne intitolata a lui, organizzò la presenza di pastori e attività diaconali (caritative) della Chiesa luterana e fece del Muristan il punto di riferimento della numerosa colonia tedesca di Gerusalemme.
I tedeschi costruirono in quel luogo una chiesa luterana, la Chiesa del Redentore (Erlöserkirche). All'epoca della costruzione della chiesa, furono scoperte le vestigia della chiesa crociata di Santa Maria dei Latini che furono integrate nel nuovo edificio (se ne può ancora vedere il portale nord, ornato con i segni dello Zodiaco e i simboli dei mesi). La chiesa luterana venne dedicata il 31 ottobre (Festa della Riforma) 1898, durante la visita dell'imperatore Guglielmo II di Germania in terra di Israele.
Dopo che quella superficie venne ceduta ai Tedeschi, si fece avanti tra i Turchi la paura che altre potenze occidentali chiedessero accesso a Gerusalemme: per questo motivo si affrettarono a vendere l'area rimanente, a un prezzo molto basso, alla Chiesa ortodossa greca, a condizione che costruisse sull'area degli alloggi, ostelli e un'area commerciale. Il mercato greco venne costruito nell'anno 1903. Sulla superficie vennero costruite grandi e larghe strade, una piazza centrale, ostelli per l'accoglienza dei pellegrini diretti alla vicina chiesa del Santo Sepolcro e una settantina di negozi. Il mercato e la piazza vennero chiamati “mercato di Afthimos”, dal nome del patriarca greco-ortodosso (allora era di proprietà della Chiesa anche gran parte del mercato vicino alla porta di Giaffa, il quale pure è denominato - dal nome del patriarca - “al-Batraq”).
Nell'area si trovano diverse botteghe, per lo più di tessuti, tappeti, ristoranti e caffè. Nell'angolo nord-est dell'area ha sede un buon numero di botteghe di prodotti di cuoio. La ragione di ciò è che questo angolo si trova nelle vicinanze del "mercato dei pittori", che in passato era la zona dei conciapelli nella Città Vecchia. Lo storico israeliano Zeev Vilnay documenta come anche alcuni Ebrei, che si occupavano di commercio di stoffe e tessuti, in passato tenevano delle botteghe sul posto. In seguito alla riduzione dei turisti nel quartiere, solo una parte delle botteghe nell'area sono attive oggigiorno.
Al centro dell'area si trova una fontana in stile neobarocco. Venne costruita in onore del venticinquesimo del sultano ottomano Abdul Hamid II, anniversario che cadde nell'anno 1900, anche se la fontana venne costruita insieme con il mercato solo nell'anno 1903. In vista dell'anno 2000 la fontana è stata restaurata e ripulita, ma fino al mese di luglio 2008 in essa non scorreva acqua. Il giorno 14 luglio 2008, dopo che è stata ripulita la fontana e le sue antiche condotte dalla sporcizia e dal fango che vi si erano attaccati lungo gli anni, sostituite le condotte di pompaggio e ripuliti i tubi, gli ingegneri della Compagnia per lo Sviluppo di Gerusalemme Est (ingegneri Asher Komar, Rahmi Bar-Chay e Yoram Mizrachi) sono riusciti a far funzionare la fontana, e oggi essa è attiva sebbene parzialmente.

## La disputa intorno a Neot David (Le dimore di Davide)
Un importante edificio nell'area è il palazzo chiamato “le dimore di Davide”, che si trova a ovest della zona del Muristan. Proprio in questo palazzo aveva sede l'ospizio di San Giovanni, chiamato così per il nome della vicina chiesa di San Giovanni Battista. Come tutta l'area, l'ostello era ed è ancora di proprietà del Patriarcato greco-ortodosso, anche se negli anni è stato affittato dal Patriarcato stesso a diverse persone e negli anni Ottanta il titolare della locazione era un'attività commerciale armena. All'inizio degli anni Novanta il contratto di locazione del palazzo è stato venduto ad una società no-profit ebraica che ha come scopo quello di rafforzare il controllo ebraico nella Città Vecchia al di fuori del quartiere ebraico. Nella transazione sono stati pagati da questa società, con un finanziamento del Ministero della Casa e delle Costruzioni israeliano, alla cui guida allora c'era Ariel Sharon, circa un milione e duecentomila dollari. L'ingresso degli ebrei nel palazzo è stato accompagnato da un'aspra protesta da parte degli arabi di Gerusalemme: alla protesta si sono aggiunti i proprietari delle attività commerciali, cioè la Chiesa greco-ortodossa, che ha cercato di attivare mezzi legali per bloccare l'entrata nell'edificio degli inquilini ebrei; tuttavia la cosa non ha avuto esito. Alla fine della causa legale la Corte suprema israeliana ha stabilito però che la Società aveva il permesso di alloggiare nel palazzo soltanto dieci famiglie, e così è stato fatto. Per questo motivo, grandi parti del palazzo sono tuttora vuote.
Nel luogo è attivo anche il collegio talmudico “Lintivot Yisrael”.